# Pietro Igneo
Pietro Igneo (Firenze, 1020 circa – 8 febbraio 1089) è stato un abate, vescovo e cardinale italiano, venerato come santo dalla Chiesa cattolica.

## Biografia

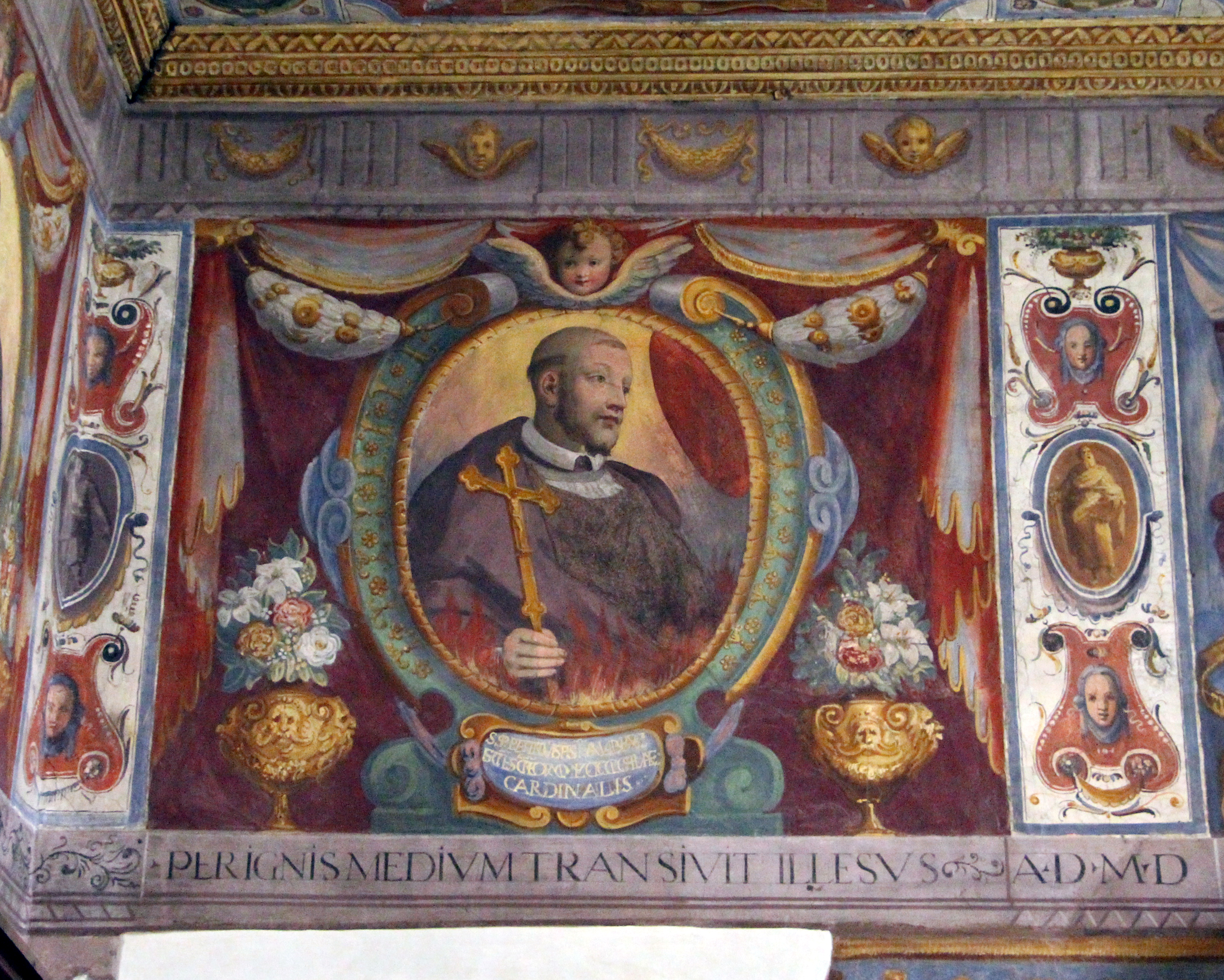
Bernardino Poccetti, San Pietro Igneo

Pietro nacque probabilmente a Firenze, anche se non è pervenuta documentazione che possa permettere di ricostruire i suoi primi anni di vita. Fattosi monaco nella congregazione vallombrosana, fu stretto seguace di san Giovanni Gualberto ed aderì alla riforma gregoriana.
Il fatto più saliente della sua vita fu la celebre ordalia, avvenuta nell'anno 1068 nei pressi di Badia a Settimo, nei dintorni di Firenze (oggi Scandicci). L'episodio si inserisce nella lotta contro l'investitura simoniaca del vescovo di Firenze Pietro Mezzabarba condotta dallo stesso e da san Giovanni Gualberto. Il Mezzabarba, che fu difeso tra l'altro anche da san Pier Damiani, fece fare una strage nel monastero vallombrosano di San Salvi che stava come una spina nel fianco del suo controllo sulla città di Firenze. L'episodio suscitò grande scalpore tra i fedeli del tempo.
Pietro, per dimostrare l'attendibilità delle tesi sostenute da Giovanni Gualberto, che documentavano la simonia del Mezzabarba, si sottopose volontariamente al "Giudizio di Dio", camminando su una distesa di carboni ardenti e restando miracolosamente indenne. Per questo motivo fu detto Igneo, e fu immediatamente fatto oggetto di una particolare devozione popolare.
In seguito al clamoroso episodio, papa Alessandro II accettò le tesi dei vallombrosani e depose il vescovo. Il Mezzabarba successivamente si pentì e si ritirò in un monastero, trascorrendo il resto della sua vita in meditazione e in raccoglimento spirituale.
Nel 1068 Pietro fu inviato dal suo abate a dirigere l'Abbazia di San Salvatore in Borgonovo (poi Fucecchio), su espressa richiesta dei conti Cadolingi, che avevano aiutato finanziariamente la costruzione dell'Abbazia di Vallombrosa.
Pur restando a Borgonovo per pochi anni, nel 1072 papa Alessandro II lo innalzò alla carica di vescovo di Albano e Cardinale, pur conservandogli sempre il titolo di abate di San Salvatore in Borgonovo.  
Nell'anno 1079, dopo il sinodo quaresimale,  partecipò ad una delegazione in Germania con il vescovo Olderico di Padova per trattare una riconciliazione con Enrico IV, che fallì. Ne tornò ad ottobre e poi a febbraio del 1080 venne inviato a Cluny per risolvere una vertenza del Monastero, la cui soluzione venne confermata nel sinodo quaresimale a Roma da papa Gregorio VII, forse in sua presenza. Infine venne delegato dal Pontefice a presiedere il Sinodo di San Ginese di Compito, in cui furono processati e scomunicati  i canonici di San Martino che avevano osato ribellarsi al Vescovo Anselmo II, fedele ai precetti gregoriani. Del processo non è rimasto nulla tranne la testimonianza di B.,  l'anonimo che scrisse la VIta Anonima. 
Nel 1085 ottenne che l'abbazia di San Salvatore in Borgonuovo, per decisione di papa Gregorio VII, ricevesse il privilegio del Nullius Dioeceseos, o  nullius dioecesis, sotto il controllo diretto della Santa Sede. 
Morì nel 1089 e in seguito il suo corpo fu riportato a Vallombrosa e tumulato nell'abbazia.

## Elezioni papali
Durante il periodo del suo cardinalato, Pietro Igneo partecipò alle Elezioni papali:
- elezione papale del 1086, che elesse papa Vittore III.
- elezione papale del 1088, che elesse papa Urbano II.

## Culto
La sua memoria liturgica ricorre l'8 febbraio.
In onore del suo operato per l'Abbazia di San Salvatore e per la popolazione, il Comune di Fucecchio gli ha dedicato, intitolandolo a suo nome, nel 1855, l'ospedale locale.